# Paphiopedilum exul
Paphiopedilum exul là một loài lan thuộc Chi Lan hài. Đây là loài thực vật đặc hữu Thái Lan.